# Bayadera strigata
Bayadera strigata är en trollsländeart som beskrevs av Davies och Yang 1996. Bayadera strigata ingår i släktet Bayadera och familjen Euphaeidae. IUCN kategoriserar arten globalt som otillräckligt studerad. Inga underarter finns listade i Catalogue of Life.